# 子安慎悟
子安 慎悟（こやす しんご、1974年8月10日 - ）は、日本の男性空手家（四段）、キックボクサー。千葉県東金市出身。真正会鈴木道場 東京支部師範（2017年4月1日-）。
正道会館を代表してK-1等で闘う姿から「ミスター正道空手」の異名を持つ。柔道出身。カポエイラにも似た「子安キック」と呼ばれる大胆な奇襲技を持つ。

## 来歴
高校時代は柔道部に在籍しながら極真会館の道場に通っていた。放課後、柔道部の練習が終わるとそのまま極真の道場へ通うという日々を送っていた。高校卒業後、正道会館に内弟子として入門。空手家、格闘家としての実力もさる事ながら、柔道においても高校時代に実績を残している。
2001年12月31日、「INOKI BOM-BA-YE 2001」では石澤常光と総合格闘技ルールで対戦し、ドローに終わる。
正道会館東京本部の師範代を経て、2017年04月1日、正道会館、中本館長代行らが独立し、全日本真正空手道連盟 真正会(しんせいかい)を開設。
現在は、真正会鈴木道場(高田馬場)の師範代

## エピソード
探偵!ナイトスクープの「母よ！あなたは強かった」（2002年6月21日放送）にて、親子で空手を始めたばかりの6歳の息子を女手一つで育てる依頼者が、息子に強い母の姿を見せるため、そして息子に強くなってほしいがため、自身が空手の30枚割（瓦ではなく板）に挑戦したいという依頼で、子安がその師範として登場した。子安の指導の下、依頼者は息子の前で30枚連続割りを成し遂げる。
非常に涙もろい性格で知られる子安は、その姿に感極まり、涙を浮かべながら息子に対して、「見てたよね？お母さんは30枚成功して、強いよ。でももっと強いのは、いつもご飯を作ってくれたり、ここまで大きく育ててくれた事だよ。それが一番凄いんだ。だから今度は君が空手を頑張って、お母さんを守っていけるように強くなろう」と語った。母親の姿と子安の言葉は、視聴者の大きな感動を呼んだ。
この映像は数ある探偵!ナイトスクープのエピソードの中でも特に『感動ネタ』として人気のある依頼の1つであり、「探偵!ナイトスクープ アカデミー大賞」の候補にも選ばれた程である。2007年12月19日に発売されたDVD（BOX）「探偵!ナイトスクープVol.5 養老の星 幸ちゃん編」に収録されている。

## 戦績

### キックボクシング
| 勝敗 | 対戦相手                     | 試合結果                  | 大会名                                                                      | 開催年月日    |
| ×    | ガオグライ・ゲーンノラシン   | 延長2R終了 判定0-3        | K-1 WORLD GP 2004 in SEOUL 【ASIA GP 決勝】                                 | 2004年7月17日 |
| ○    | ソ・チョル                   | 延長R終了 判定3-0         | K-1 WORLD GP 2004 in SEOUL 【ASIA GP 準決勝】                               | 2004年7月17日 |
| ○    | ドルゴルスレン・スミヤバザル | 2R 1:08 TKO（タオル投入） | K-1 WORLD GP 2004 in SEOUL 【ASIA GP 1回戦】                                | 2004年7月17日 |
| ×    | 堀啓                         | 3R終了 判定0-3            | K-1 BEAST 2004 in SHIZUOKA 〜JAPAN GP 決勝トーナメント〜 【JAPAN GP 1回戦】 | 2004年6月26日 |
| ○    | アゼム・マクスタイ           | 3R終了 判定3-0            | K-1 BEAST II 2003                                                           | 2003年6月29日 |
| ×    | シリル・アビディ             | 5R終了 判定0-3            | K-1 BEAST 2003 〜山形初上陸〜                                               | 2003年4月6日  |
| ×    | ニルソン・デ・カストロ       | 5R終了 判定0-3            | K-1 BURNING 2002 〜広島初上陸〜                                             | 2002年4月21日 |
| ×    | 中迫剛                       | 3R終了 判定0-3            | K-1 SURVIVAL 2001 〜JAPAN GP 開幕戦〜 【K-1 JAPAN GP 1回戦】                | 2001年6月24日 |
| △    | グルカン・オスカン           | 5R終了 判定ドロー         | K-1 BURNING 2001 〜火の国熊本初上陸〜                                       | 2001年4月15日 |
| ○    | 黒澤浩樹                     | 1R 1:22 KO                | K-1 WORLD GP 2000 in FUKUOKA                                                | 2000年10月9日 |
| ○    | 宇田川太                     | 2R 1:33 KO                | K-1 BURNING 2000                                                            | 2000年3月19日 |

### 総合格闘技
| 勝敗 | 対戦相手 | 試合結果           | 大会名               | 開催年月日     |
| △    | 石澤常光 | 3分5R終了 時間切れ | INOKI BOM-BA-YE 2001 | 2001年12月31日 |

### 空手
| 勝敗 | 対戦相手                   | 試合結果           | 大会名                                        | 開催年月日    |
| ×    | ピーター・マエストロビッチ | 3分3R終了 判定0-3  | K-1 FIGHT NIGHT II 【スピリットカラテルール】 | 1996年6月2日  |
| ○    | ムサシ                     | 再延長終了 判定3-0 | カラテワールドカップ '95 【3位決定戦】        | 1995年10月8日 |
| ×    | 後川聡之                   | 延長終了 判定0-5   | カラテワールドカップ '95 【準決勝】           | 1995年10月8日 |
| ○    | 松本栄治                   | 延長終了 判定5-0   | カラテワールドカップ '95 【準々決勝】         | 1995年10月8日 |
| ○    | 門久雄                     | 延長終了 判定5-0   | カラテワールドカップ '95 【3回戦】            | 1995年10月8日 |
| ×    | ケネス・フェルター         | 本戦終了 判定0-5   | カラテワールドカップ '94 【準々決勝】         | 1994年10月2日 |
| ○    | パトリック・スミス         | 本戦終了 判定5-0   | カラテワールドカップ '94 【3回戦】            | 1994年10月2日 |

## 獲得タイトル
- カラテワールドカップ '94 第7位
- カラテワールドカップ '95 第3位
- 正道会館 第15回全日本空手道選手権大会 優勝（1996年）
- 正道会館 第16回全日本空手道選手権大会 優勝（1997年）
- 正道会館 第1回ウェイト制オープントーナメント 全日本空手道選手権大会 重量級 優勝（1999年）
- 正道会館 第2回ウェイト制オープントーナメント 全日本空手道選手権大会 軽重量級 優勝（2000年）
- 正道会館 第3回ウェイト制オープントーナメント 全日本空手道選手権大会 軽重量級 3位（2001年）
- 正道会館 第4回ウェイト制オープントーナメント 全日本空手道選手権大会 軽重量級 準優勝（2002年）
- K-1 WORLD GP 2004 in SEOUL 準優勝

## 出演

### 映画
- ハイキック・エンジェルス (2014)